# قاسم محمد غالي
قاسم محمد غالي رئيس تجمع العراق الحر.
شارك في الانتخابات العراقية لعام 2006 بقائمة العراق الحر، وكان قبلها في قيادة حزب الأمة الذي يرأسه سعد صالح جبر.
- نائب رئيس المجلس العرقي الحر في بريطانيا
- رئيس الدائرة الاعلامية لمجلس الوزراء العراقي في حكومة إياد علاوي.
- رئيس تحرير جريدة العراق الحر في لندن حتى عام 2003.

تاريخ الوفاة 8/6/2018 اثر مرض عضال في لندن
وأقيم مجلس العزاء على روحه في مسقط رأسه في قضاء المحمودية ببغداد